# Вулиця Хорольська (Кременчук)
Хоро́льська ву́лиця — одна з вулиць Кременчука. Протяжність близько 2300 метрів.

## Розташування
Вулиця розташована в північній частині міста. Починається з вул. Троїцької та прямує на північний захід, де входить у вул. Вадима Пугачова.
Проходить крізь такі вулиці (з початку вулиці до кінця):
- Петра Калнишевського
- Сумська
- Підгірна
- Переяславська
- пров. Бригадирівський
- пров. Миргородський
- Гранітна
- пров. Сорочинський

## Опис
Вулиця розташована в спальній частині міста. Усі будинки — приватні.

## Походження назви
Вулиця названа на честь Хоролу.

## Будівлі та об'єкти
- Буд. № 11/56 — Будівельний супермаркет «Управдом» [1] [2]
- На вулиці присутні декілька автосервісів.